# The Second Coming (Winterlong)
The Second Coming è il secondo album in studio del gruppo musicale Winterlong, pubblicato il 2003 dalla Lion Music. 

## Tracce
1. Locking Up the Gates – 5:45
2. Twisting My Tail – 4:20
3. Northman – 5:30
4. Retaliation – 5:04
5. We'll Be Immortals – 5:14
6. Call of the Wild – 3:35
7. Wild Winter Nights – 5:37
8. In Worlds of Illusions – 1:22
9. Ride into the Skies – 5:09
10. Messiah – 2:36
11. Evolution – 5:09
12. Aurora Borealis (A New Beginning) – 2:36

## Formazione
- Thorbjörn Englund - basso, chitarra, tastiere, voce